# 戸田清 (社会学者)
戸田 清（とだ きよし、1956年10月12日 - ）は、日本の社会学者、社会運動家、長崎大学名誉教授。

## 人物・来歴
大阪府生まれ。兵庫県立芦屋高等学校卒業、1979年大阪府立大学農学部獣医学科卒業、獣医師の資格を取得。1980年東京大学大学院農学系研究科修士課程中退、日本消費者連盟事務局勤務を経て、1997年一橋大学大学院社会学研究科博士課程満期退学。都留文科大学非常勤講師などを経て、1997年長崎大学環境科学部助教授、2006年「環境学と平和学の関係についての一考察」で博士（社会学）、2007年教授(環境社会学、環境思想、平和学)。2022年定年退職。長崎県民間教育研究団体連絡協議会(長崎県民教連)の元会長。九州・沖縄平和教育研究協議会(九平研)の元会長。石木川の清流とホタルを守る市民の会・元共同代表。玄海原発差し止め裁判、安保法制違憲訴訟(長崎)などの原告。東京革新懇世話人、日本国民救援会目黒支部長。著訳書多数。

## 著書
- 『環境的公正を求めて 環境破壊の構造とエリート主義』新曜社, 1994.8　韓国版：金源植訳　創作と批評社1996
- 『環境学と平和学』新泉社, 2003.7　韓国版：金源植訳　緑色評論社2003
- 『環境正義と平和 「アメリカ問題」を考える』法律文化社, 2009.3
- 『〈核発電 (ゲンパツ) 〉を問う 3・11後の平和学』法律文化社, 2012.1
- 『核発電の便利神話 (3・11後の平和学 パート2)』長崎文献社, 2017.3
- 『人はなぜ戦争をするのか』法律文化社, 2019.7
- 『ジェノサイドを考える　ガザ・ウクライナ・原爆・ホロコースト・東学農民を手がかりに』南方新社、2024.10

### 共編著
- 『エネルギー浪費構造』宮嶋信夫編、亜紀書房、1980.12　分担執筆
- 『人口危機のゆくえ』芦野由利子共著. 岩波ジュニア新書, 1996.8

### 翻訳
- ピーター・シンガー編『動物の権利』技術と人間, 1986.2
- ブライアン・イーズリー『性からみた核の終焉』相良邦夫共訳. 新評論, 1988.9
- ピーター・シンガー『動物の解放』技術と人間, 1988.9 改訂版 人文書院, 2011.5
- ハンス・リューシュ『罪なきものの虐殺 動物実験全廃論』荒木敏彦共訳. 新泉社, 1991.11
- ポール・エーリック,アン・エーリック 『絶滅のゆくえ 生物の多様性と人類の危機』青木玲、原子和恵共訳. 新曜社, 1992.10
- B.アドラー『地球環境クイズ 484のQ&A』平野和子共訳. 新曜社, 1992.7
- ブラッドフォード・C.スネル『クルマが鉄道を滅ぼした ビッグスリーの犯罪』安楽知子,冨田修司,福冨信義共訳. 緑風出版, 1995.4
- ヴァンダナ・シヴァ『生物多様性の危機 精神のモノカルチャー』高橋由紀共訳. 三一書房, 1997.6
- マーティン・テイテル, ホープ・シャンド『生命の所有権 特許と倫理が衝突するとき』(2001ブックレット 訳監修. 市民フォーラム2001事務局, 1998.2
- マーク・ダウイ『草の根環境主義 アメリカの新しい萌芽』日本経済評論社, 1998.4
- フランシス・ムア・ラッペ,レイチェル・シュアマン『権力構造としての<人口問題> 女と男のエンパワーメントのために』新曜社, 1998.5
- デヴィッド・ドゥグラツィア『動物の権利』(1冊でわかる) 岩波書店, 2003.9
- ヴァンダナ・シヴァ『生物多様性の危機 精神のモノカルチャー』鶴田由紀共訳. 明石書店 (明石ライブラリー   2003.9
- ウォールデン・ベロー『脱グローバル化 新しい世界経済体制の構築へ向けて』明石書店, 2004.4
- ディンヤル・ゴドレージュ『気候変動 水没する地球』青土社, 2004.5
- ジャイ・セン、アルトゥーロ・エスコバル, アニタ・アナンド, ピーター・ウォーターマン編『帝国への挑戦 世界社会フォーラム』武藤一羊,小倉利丸,大屋定晴共監訳. 作品社, 2005.2
- デリック・ジェンセン, ジョージ・ドラファン『破壊される世界の森林 奇妙なほど戦争に似ている (明石ライブラリー 明石書店, 2006.8
- チャールズ・パターソン『永遠の絶滅収容所 動物虐待とホロコースト』緑風出版, 2007.5
- デヴィッド・レイ・グリフィン『 9・11事件は謀略か 「21世紀の真珠湾攻撃」とブッシュ政権』きくちゆみ共訳. 緑風出版, 2007.9
- ジョエル・コヴェル『エコ社会主義とは何か』緑風出版, 2009.8
- ジャック・ネルソン-ポールミヤー『アメリカの暗殺者学校』安倍陽子 訳, 監訳. 緑風出版, 2010.5
- ジェイ・マーティン・グールド『低線量内部被曝の脅威 原子炉周辺の健康破壊と疫学的立証の記録』肥田舜太郎,齋藤紀,竹野内真理共訳. 緑風出版, 2011.4
- ジョセフ・ジェームズ・マンガーノ『原発閉鎖が子どもを救う 乳歯の放射能汚染とガン』竹野内真理共訳. 緑風出版, 2012.2
- マリー=モニク・ロバン『モンサント 世界の農業を支配する遺伝子組み換え企業』村澤真保呂,上尾真道訳, 監修. 作品社, 2015.1
- アンドリュー・シムズ『生態学的債務』緑風出版, 2016.2